# Carea biviata
Carea biviata är en fjärilsart som beskrevs av George Francis Hampson 1905. Carea biviata ingår i släktet Carea och familjen trågspinnare. Inga underarter finns listade i Catalogue of Life.